# Mephisto (romanzo)
Mephisto (titolo originale Mephisto: Roman einer Karriere) è un romanzo pubblicato nel 1936 da Klaus Mann. Fu pubblicato la prima volta dalla Querido Verlag di Amsterdam, dove l'autore si era rifugiato in fuga dalla Germania nazista. È dedicato all'attrice Therese Giehse.
Si tratta del ritratto a malapena celato dell'ex cognato dell'autore, l'attore Gustaf Gründgens, sposato con Erika Mann dal 1926 al 1929. Uno scandalo letterario rese celebre l'opera, sia pure solo a titolo postumo, nella Germania Ovest, quando il figlio adottivo di Gründgrens intentò causa per proibirne la ristampa dopo la prima edizione tedesca negli anni Sessanta. Dopo una battaglia legale durata sette anni, la Corte Costituzionale tedesca bandì l'opera con un voto di tre contro tre.
Nel 1981 fu ripubblicata in Germania da un altro editore, su cui non ricadeva la sentenza precedente, e contro il quale non fu intentata alcuna nuova causa.

## Trama
Il protagonista è Hendrik Höfgen, un attore. Per la sua descrizione K. Mann si ispirò all'amico, e poi cognato, Gustaf Gründgens, marito di sua sorella Erika. Hendrik possiede talento, è ingegnoso e antipatico, una figura decadente; è inoltre vanitoso e un commediante nato. Quando Adolf Hitler sale al potere, si trova incerto sul da farsi, ma col tempo si convincerà ad adattarsi al nuovo Regime. Diventerà uno degli artisti preferiti di Hermann Göring, uno dei più in vista in Germania, abiurando gli antichi ideali giovanili.

## Trasposizione cinematografica
Ispirandosi al romanzo di Mann, nel 1981 il regista ungherese István Szabó girò il film omonimo, con Klaus Maria Brandauer. Il film vinse l'Oscar come miglior film straniero lo stesso anno; nel 1982 la pellicola si aggiudicò il David di Donatello per il miglior film e migliore attore straniero.

## Edizioni
- Mephisto. Romanzo di una carriera, Emme Edizioni, 1982.
- Mephisto. Romanzo di una carriera, traduzione di Fulvio Ferrari e Marco Zapparoli, Collana Gli elefanti, Milano, Garzanti, 1992, ISBN 978-88-11-66750-6.
- Mephisto. Romanzo di una carriera, Introduzione di Goffredo Fofi, trad. F. Ferrari e M. Zapparoli, Collana Universale Economica, Milano, Feltrinelli, 2006, ISBN 978-88-07-82187-5.
- Mephisto. Romanzo di una carriera, traduzione di Fulvio Ferrari e Marco Zapparoli, Collana I grandi libri - Novecento, Milano, Garzanti, 2021, ISBN 978-8811814153.
- Mephisto. Romanzo di una carriera, traduzione e cura di Massimo Ferraris, Castelvecchi, 2024, ISBN 978-88-6826-959-3